# Emericellopsis mirabilis
Emericellopsis mirabilis är en svampart som först beskrevs av Malan, och fick sitt nu gällande namn av Stolk 1955. Emericellopsis mirabilis ingår i släktet Emericellopsis, ordningen köttkärnsvampar, klassen Sordariomycetes, divisionen sporsäcksvampar och riket svampar.   Inga underarter finns listade i Catalogue of Life.